# Nicole LaLiberte
Nicole LaLiberte, née le 1er décembre 1981 à Clifton Park, est une actrice américaine.

## Biographie
Elle s'est fait connaitre pour son rôle de Natalie dans le film d'Irving Schwartz, My Normal.

## Filmographie
- 2022 : Dog de Reid Carolin et Channing Tatum : Zoe
- 2017 : Twin Peaks (saison 3) :  Darya (épisodes 1 et 2)
- 2014 : The Labyrinth
- 2014 : CSI: Crime Scene Investigation (série télévisée) : Colleen Waring
- 2012-2013 : Dexter (série télévisée) : Arlene Schram
- 2013 : Fractured : Marlena
- 2013 : In a World… : une amazone et une mutante
- 2013 : The Mentalist (série télévisée) : Annabelle Sugalski
- 2012 : All Wifed Out : Hanna
- 2012 : Arthur Newman : Sarah la hipster
- 2012 : Nous York : Rachel
- 2012 : Girls Against Boys : Lulu
- 2011 : How to Make It in America (série télévisée) : Lulu
- 2011 : Shouting Secrets : Bianca
- 2010 : Superego (téléfilm) : Scarlet
- 2010 : News from Nowhere
- 2010 : Dinner for Schmucks : Christina - la fille oiseau
- 2010 : Kaboom : Madeleine O'Hara, sa jumelle Rebecca
- 2009 : Nurse Jackie (série télévisée) : la mannequin
- 2009 : My Normal : Natalie
- 2007 : Rescue Me (série télévisée) : Knockout
- 2007 : Law & Order: Criminal Intent (série télévisée) : Starlet